# Concile d'Antioche (341)
Pour les articles homonymes, voir Conciles d'Antioche.

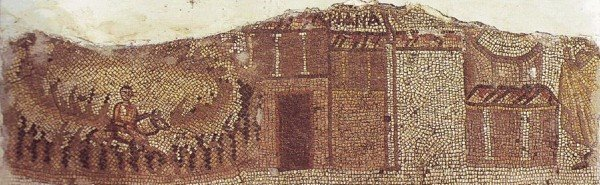
Fragment de mosaïque du Ve siècle trouvée à Antioche figurant peut-être la Grande Église d'Antioche à droite du palais impérial.

On appelle Concile d'Antioche ou synode de la Dédicace ou synode « in encaeniis » ou encore concile des Encénies la réunion d'évêques orientaux rassemblés sous le règne de Constance II à Antioche en 341, à la suite de la dédicace de la Grande Église d'Antioche (en).   
Cette réunion, sans s'opposer au courant nicéen, condamne le sabellianisme et adopte trois formules de foi dont la seconde aura une influence durable dans les débats théologiques ultérieurs. Les canons attribués à ce concile, vraisemblablement rédigés plus tôt, semblent témoigner de troubles qui traversent la vie de l'Église orientale et mentionnent pour la première fois le recours au bras séculier en cas de schisme.  

## Déroulement
Bien qu'elles aient fait longtemps l'objet d'un relatif consensus, les dates du déroulement du concile comme l'objet exact de ses délibérations sont incertains et sont questionnées à nouveaux frais par la recherche contemporaine. Celle-ci remet notamment en question l'attribution des 25 canons au concile et il est vraisemblable que ces derniers soient en fait une liste générique regroupant les travaux de réunions moins importantes qui se sont déroulées durant la même période, peu avant ce synode de la Dédicace.  
En tout état de cause, diverses sources antiques attestent que le 6 janvier 341, jour de célébration de l'épiphanie, une cérémonie de dédicace de la Grande Église d'Antioche — ou Domus Aurea — réunit, en présence des co-empereurs Constant Ier et Constance II, 97 évêques du orientaux, essentiellement nicéens mais avec une significative représentation eusébienne au sein de laquelle on dénombre Eusèbe de Nicomédie lui-même, Acace de Césarée, Dianios de Césarée, Narcisse de Néronias, Maris de Chalcédoine, Makédonios de Mopsuetse, Théodore d'Héraclée et Théophronios de Tyane, ainsi que le sophiste Astérios. Les débats conciliaires qui s'ensuivent se déroulent « sous le consulat de Marcellinus et Probinus », peut-être du 21 mai jusqu'au 1er septembre 341, sous la direction de Flacillius d'Antioche. 
Les travaux des évêques produisent trois professions de foi qui s'opposent tant à la notion nicéenne d'homoousisme qu'à la position arienne. La seconde formule, qui recherche un compromis entre l'arianisme radical et le nicéisme, évite de mentionner la notion de consubstantialité tout en condamnant l'anhoméisme, les thèses monarchiennes et modalistes ainsi qu'elle souligne la divinité du Fils, qu'elle subordonne toutefois légèrement au Père. Elle suit également la doctrine des trois hypostases substantiellement distinctes (Père, Fils et Saint-Esprit) développée par Origène dans ce qui deviendra la profession de foi définitive des Pères cappadociens. Cette formule aura une influence durable dans les débats théologiques ultérieurs et inspire plusieurs formules suivantes. 
La troisième formule, peut-être rédigée à l'instigation de Théophronios de Tyane, anathématise Marcel d'Ancyre, Sabellius et Paul de Samosate.

### Fonctions ecclésiastiques et bras séculier
Les canons attribués du synode de la Dédicace semblent répondre à une période d'instabilité qui traversent la vie de l'Église locale, notamment aux troubles liés au schisme généré par la déposition d'Eustathe d'Antioche.   
Ils réaffirment en effet avec force, à l'instar du quatrième canon, la prépondérance ecclésiastique de l'évêque de la métropole — « maître de sa circonscription » — tandis que le cinquième canon évoque explicitement, pour la première fois, le recours au bras séculier en cas de schisme. On y trouve pour la première fois également, dans le canon 10, la mention d'une série de fonctions subordonnées à l'évêque : « ceux qui, résidant dans les campagnes et les bourgs, portent le titre de chorévêque (...) doivent (...) y ordonner des lecteurs, des sous-diacre et des exorcistes (...) et ne point oser nomme des presbytres et des diacres sans l'assentiment de l'évêque sous la juridiction duquel [il] se trouve placé ».